# Færder
Færder er en økommune i Vestfold og Telemark der ligger på vestsiden af den sydlige del af Oslofjorden. Kommunen blev oprettet 1. januar 2018 efter en sammenlægning af kommunerne Nøtterøy og Tjøme.
Kommunen grænser mod nord til Tønsberg kommune, mod øst til Oslofjorden, mod syd til Skagerrak og mod vest til Sandefjord kommune og Tønsbergfjorden.
Øerne Nøtterøy, Føynland, Tjøme, Brøtsø og Hvasser har fast bosætning og er forbundet med broer. Også øerne Veierland, Bjerkøy, Hvaløy og Nordre og Søndre Årøy har faste beboere, men har ingen broforbindelse. Der ud over er der ca. 650 andre større og mindre øer og holme som er uden helårsbeboelse. 
Nogle af dem har været beboet tidligere, som for eksempel Bolærne, Skrøslingen, Sandø, feriekoloniøen Hudø og Ildverket. Længst ud mot Oslofjorden ligger Leistein, som viser sejlruten mod Vrengensundet. Længst mod syd ligger Tristein med Færder fyr. Det regnes som Oslofjordens sydlige endepunkt.
I 2013 blev Færder nationalpark oprettet. Denne omfatter øerne og havbunden øst for kommunen.

## Personer fra Færder
- Alf Larsen († 1967), forfatter[3]
- Trygve Bratteli († 1984), politiker, statsminister
- Jan Peder Syse, politiker, statsminister († 1997)
- Gro Dahle (1962–), forfatter
- Svein Nyhus (1962–)
- Ellen Horn, politiker, kulturminister, voksede op på Tjøme
- Jørn Magdahl, politiker, partileder[4]